# Province de Prachinburi
Prachinburi (en thaï : ปราจีนบุรี ; RTGS: Prachin Buri ; API : [prāː.t͡ɕīːn bū.rīː]) est une province (changwat) de Thaïlande.
Elle est située dans l'est du pays. Sa capitale est la ville de Prachinburi.

## Histoire
En 1993, six de ses districts ont été détachés pour former la Province de Sa Kaeo.

## Subdivisions

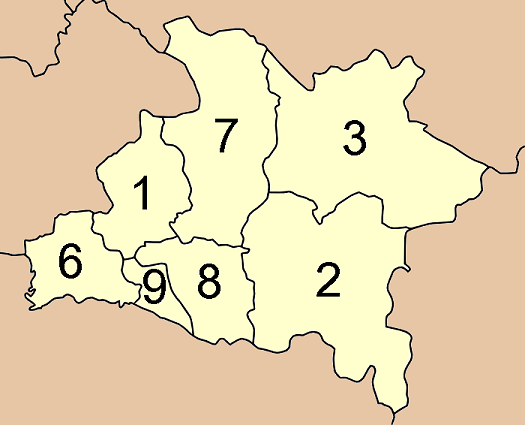
Carte des amphoe de la province de Prachinburi.

Prachinburi est subdivisée en 7 districts (amphoe) : Ces districts sont eux-mêmes subdivisés en 65 sous-districts (tambon) et 658 villages (muban).
Les 7 districts de la province de Prachinburi :
1. Mueang Prachin Buri (อำเภอเมืองปราจีนบุรี)
2. Kabin Buri (อำเภอกบินทร์บุรี)
3. Na Di (อำเภอนาดี)
6. Ban Sang (อำเภอบ้านสร้าง)
7. Prachantakham (อำเภอประจันตคาม)
8. Si Maha Phot (อำเภอศรีมหาโพธิ)

9. Si Mahosot (อำเภอศรีมโหสถ)

## A voir
- Le figuier des pagodes du temple de Si Maha Phot, district de Si Maha Phot, l'un des plus anciens arbres de la Bodhi de Thaïlande, vieux d'environ 2000 ans

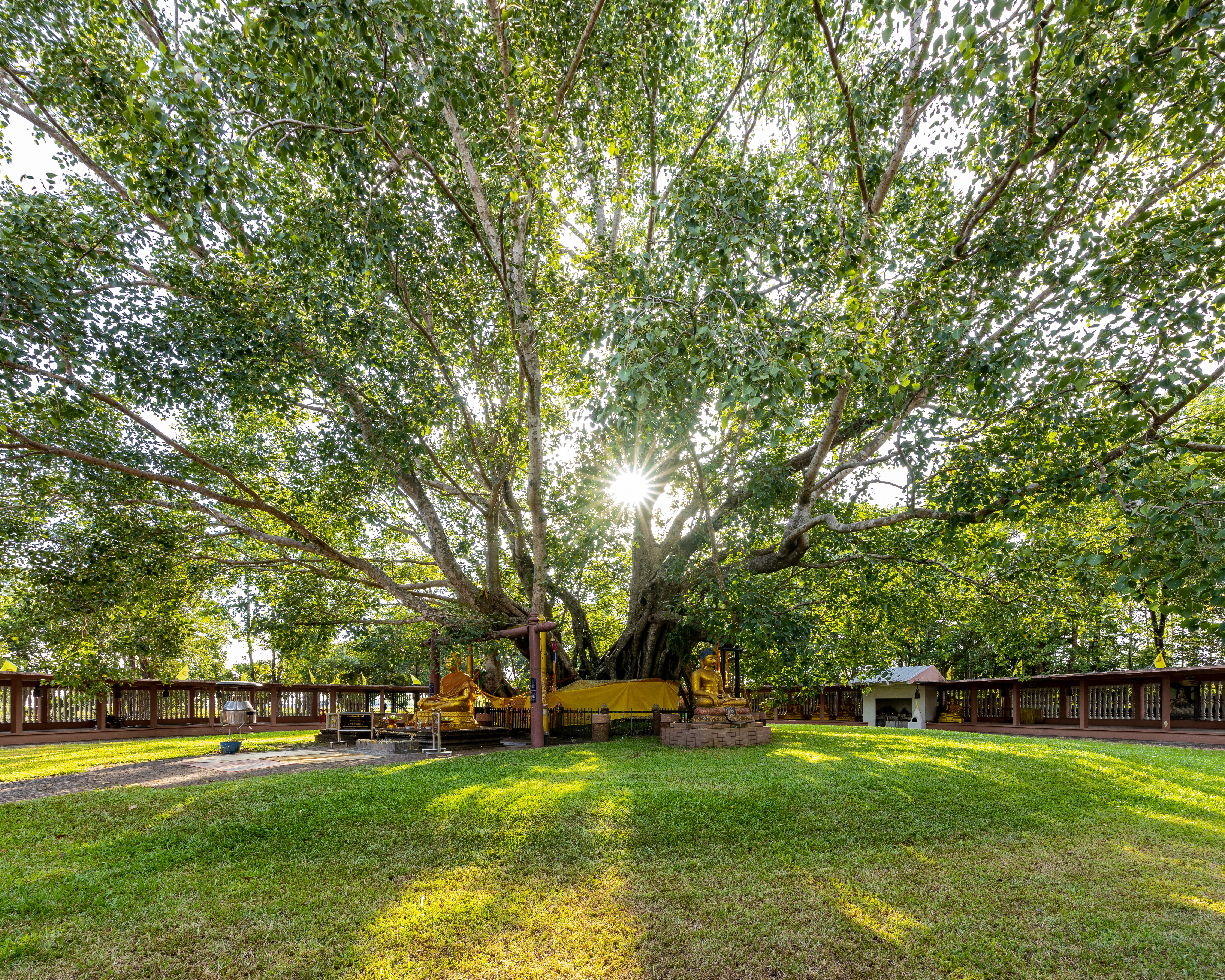
Figuier des pagodes de Si Mahat Phot ayant environ 2000 ans

- Parc national de Khao Yai
- Parc national de Thap Lan[1]